# Trzemeszno
Trzemeszno (niem. Tremessen) – miasto w woj. wielkopolskim, w powiecie gnieźnieńskim, siedziba gminy miejsko-wiejskiej Trzemeszno.

## Położenie
Prywatne miasto duchowne, własność opata kanoników regularnych w Trzemesznie pod koniec XVI wieku leżało w powiecie gnieźnieńskim województwa kaliskiego. W latach 1975–1998 miasto administracyjnie należało do woj. bydgoskiego. 
Trzemeszno położone jest nad trzema jeziorami: Trzemeszno (Klasztornym, Kościelnym), Bystrzyckim i Popielewskim.
Według regionalizacji fizycznogeograficznej Polski miasto znajduje się w większości na Pojezierzu Gnieźnieńskim oraz częściowo na Pojezierzu Żnińsko-Mogileńskim.

## Nazwa
Miejscowość ma metrykę średniowieczną i istnieje co najmniej od XII wieku. Nazwa wymieniona jako Sciremusine w 1146, Cremocen i Cremesen 1147, Tummtra i Schirmest 1210, Trememo 1211, Chermmna i Chirmena w 1214, Cheremocen 1221, Chremessno 1224, Trzemeszyn 1233, Chremesen 1235, Cheremema 1251, Strzemesna 1378, Strzemesz 1399. Przypuszcza się, że nazwa klasztoru i miasta poszła od staropolskiej nazwy czeremchy, zwanej tu „trzemcha” (Trzemszno → Trzemeszno), która w znacznej ilości porastała brzegi pobliskiego Jeziora Popielewskiego.

## Herb
Herb miasta wyobraża św. Wojciecha w ornacie, trzymającego w prawym ręku krzyż, a w lewym 2 włócznie i maczugę. Herb miasta nawiązuje do wydarzenia historycznego. Według przekazów decyzją króla polskiego Bolesława Chrobrego w mieście przez 5 lat przechowywano ciało św. Wojciecha po wykupieniu go z rąk Prusów. Używany jest co najmniej od 1661 roku.

## Historia
Początki osadnictwa na tym terenie wiążą się z kręgiem kultur pól popielnicowych. W XIX wieku na obszarze Trzemeszna odkopano cmentarzysko z popielnicami, a wykopaliska znajdowały się w zbiorach Poznańskiego Towarzystwa Przyjaciół Nauk. Późniejsze badania archeologiczne potwierdziły, że rozwój osady był ściśle związany z rozwojem klasztoru trzemeszeńskiego. Osada Trzemeszno otrzymała prawa miejskie ok. 1382. Do niedawna funkcjonowało mylne datowanie opactwa w Trzemesznie, oparte na badaniach archeologicznych przeprowadzonych w latach 50. XX wieku. Sugerowały one powstanie w X wieku pierwszego opactwa, przypuszczalnie benedyktynów, zniszczonego w trakcie najazdu czeskiego w 1038 r. Obecnie nie ma na to żadnych dowodów, a badania archeologiczne z lat 1987–1995 stanowczo odrzucają istnienie takiego opactwa.

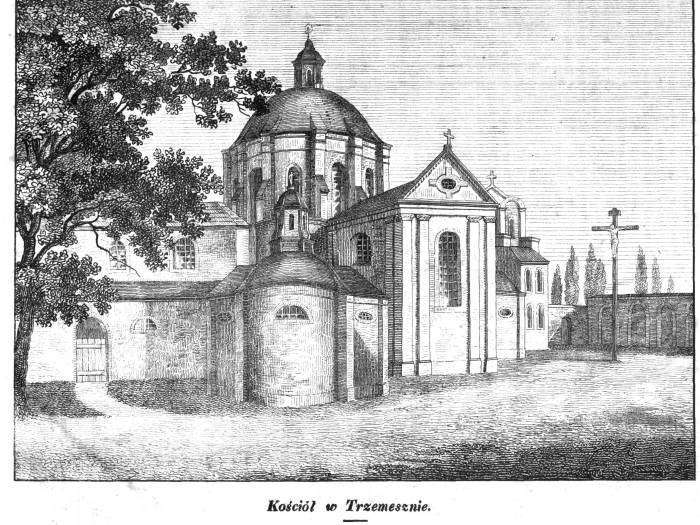
Kościół w Trzemesznie na ryc. z ok. 1843

Klasztor kanoników regularnych św. Augustyna w Trzemesznie nie posiadał dokumentu fundacyjnego. Tzw. falsyfikat trzemeszeński, czyli dokument księcia Mieszka III Starego dla zakonników trzemeszeńskich z datą 28 kwietnia 1145 r., jest falsyfikatem z pierwszej połowy XIII w. Na bazie spuścizny klasztornej oraz badań archeologicznych można stwierdzić, że fundacja klasztoru nastąpiła w pierwszej połowie XII wieku. Istnieje teoria, że mogło to nastąpić w latach 1134–1138. Była to fundacja Bolesława Krzywoustego, zaś po jego śmierci uposażeniem nowo powstałej wspólnoty zajęła się jego żona Salomea z Bergu oraz książęta juniorzy: Bolesław Kędzierzawy, Mieszko III Stary, Henryk Sandomierski, Kazimierz Sprawiedliwy.
Pierwsi zakonnicy do Trzemeszna przybyli prawdopodobnie z terenów południowych Rzeszy. Teza o pochodzeniu pierwszych zakonników z Italii (Werona) jest wymysłem historiografii nowożytnej. Związki afiliacyjne klasztoru trzemeszeńskiego z kongregacją kanoników regularnych z Arrovaise we Flandrii znajdują potwierdzenie źródłowe dopiero od 1320 r., choć nie można wykluczyć, że miały one miejsce od czasów fundacji. Klasztor trzemeszeński nie należał również od początku swojego istnienia do kongregacji laterańskiej kanoników regularnych, gdyż ta sformalizowała się na ziemiach polskich dopiero w pierwszej połowie XVI wieku.

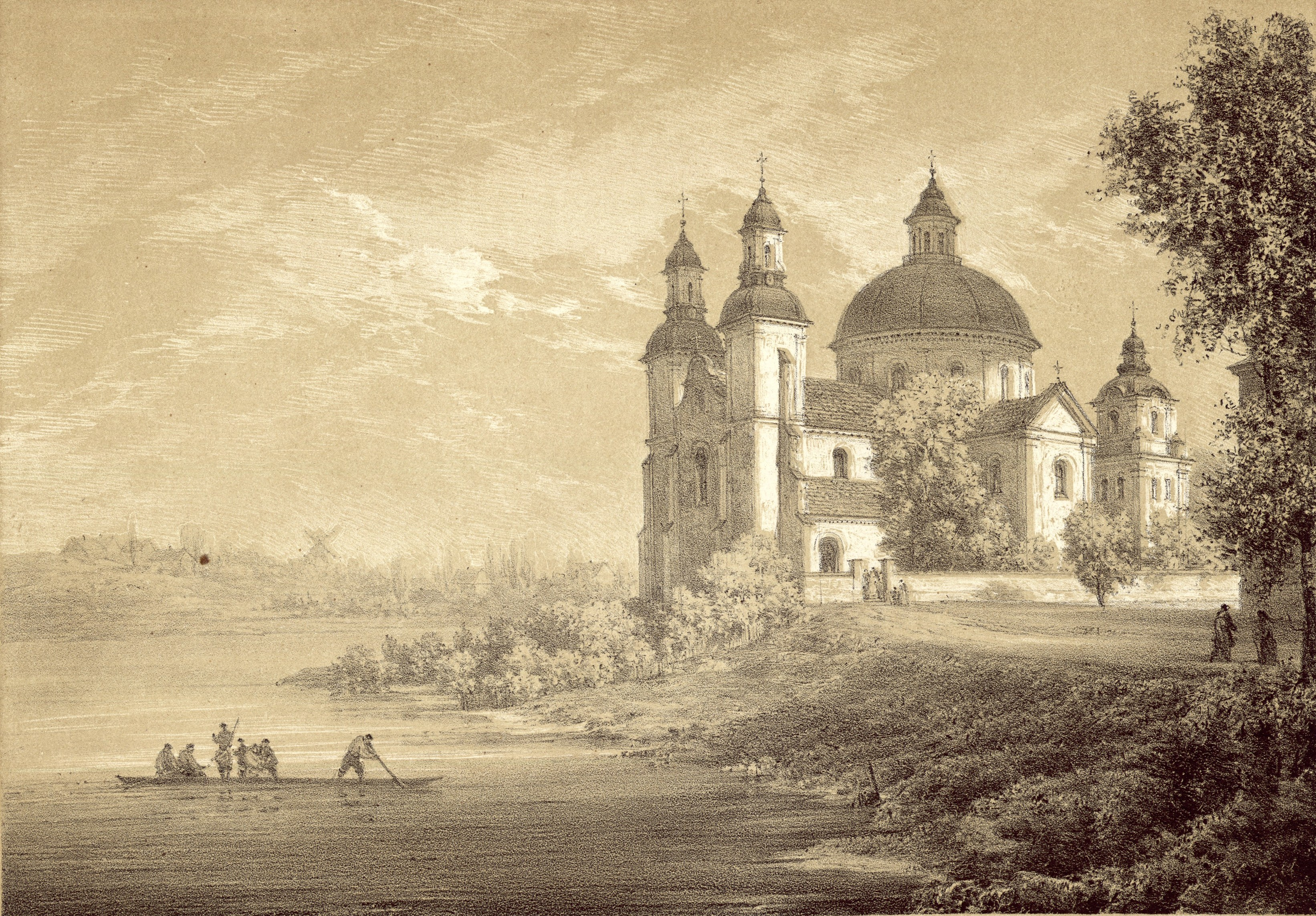
Napoleon Orda, Klasztor Kanoników Regularnych w Trzemesznie, 1880

Pierwotny kościół kanoników regularnych w Trzemesznie nosił wezwanie św. Wojciecha. Zagadkowe pozostaje jego rzekome drugie wezwanie (NMP), które wspomniane jest tylko w jednym dokumencie trzemeszeńskim. Największą liczbę posiadłości klasztor trzemeszeński pozyskał w XII i XIII w. Sięgały one od okolic Trzemeszna, przez Pałuki, Kujawy, okolicę Łęczycy i Sieradza, aż po Sandomierszczyznę. W XIV w. liczba posiadłości klasztoru spadła prawie o połowę i ustabilizowała się w następnych wiekach.
W 1360 spaliła się prawie cała osada. Kronika klasztorna odnotowuje także późniejsze pożary w 1405, 1420, 1522, 1548. W początku 1397 odbywały się w mieście sądy ziemskie pod przewodnictwem kasztelana poznańskiego Domarada. W czasie wojny trzynastoletniej Trzemeszno wystawiło w 1458 roku 10 pieszych na odsiecz oblężonej polskiej załogi Zamku w Malborku. Miasto odwiedzali władcy Polski. W 1292 przebywał w nim Przemysł II, a także kilkukrotnie gościł król polski Władysław Jagiełło, który w 1386 ustanowił targi wtorkowe oraz zatwierdził kupno Daniszewa. W 1388 nadał różne swobody posiadłościom klasztornym i przeniósł do Trzebiatowa z Wielatowa komorę celną. Archiwa klasztorne odnotowują także przywilej na jarmarki wydany przez tego króla z 1400. Po zwycięstwie pod Grunwaldem w 1410 Jagiełło przebywał w mieście podróżując z Gniewkowa do Gniezna.
Miejscowość została wymieniona w historycznych dokumentach podatkowych. W 1524 miasto pociągnięte zostało do obowiązku dostarczania podwód. W 1580 płaciło władcy 10 florenów 12 groszy szosu podwójnego.  Opodatkowanych było 12 szewców, 8 piekarzy, 7 garncarzy gorzałczanych, 6 zdunów, 6 komorników, po 4 rzeźników i krawców, po 2 kuśnierzy, bednarzy i kowali, jeden ślusarz, tesarz, stelmach i kołodziej. W XVI wieku w mieście zawiązały się cechy rzemieślnicze: krawiecki – 1547, szewski – 1554, stolarski – 1561, kuśnierski – 1568 i garncarski – 1569. W 1620 było w mieście 7,2 łanów osiadłych. Szosu podwójnego płacono 16 florenów, a innych podatków od 49 różnych rzemieślników i 6 komorników płacono w sumie 49 flor. 6 groszy. Po 1793 roku w mieście znajdowało się 153 domów zamieszkiwanych przez 769 mieszkańców. Odnotowano również wtedy dwa młyny oraz 36 szewców włączając w to kopyciarzy, a także 20 garncarzy, 12 krawców, 6 kuśnierzy oraz jednego muzykanta. W Trzemesznie mieszkała wówczas tylko jedna rodzina żydowska. Roczne dochody miejskie wynosiły 76 talarów. Mieszkańcy mieli wolny wrąb drewna w lasach klasztornych.
Od 1600 rozpoczęto zapis historii miasta w księgach miejskich. W czasie potopu miasto zajęli Szwedzi. 24 sierpnia 1656 Stefan Czarniecki napadł na szwedzkie wojska stacjonujące w mieście zmuszając je do poddania się. Do 1768 miejscowość leżała w województwie kaliskim, następnie w nowo powstałym woj. gnieźnieńskim.

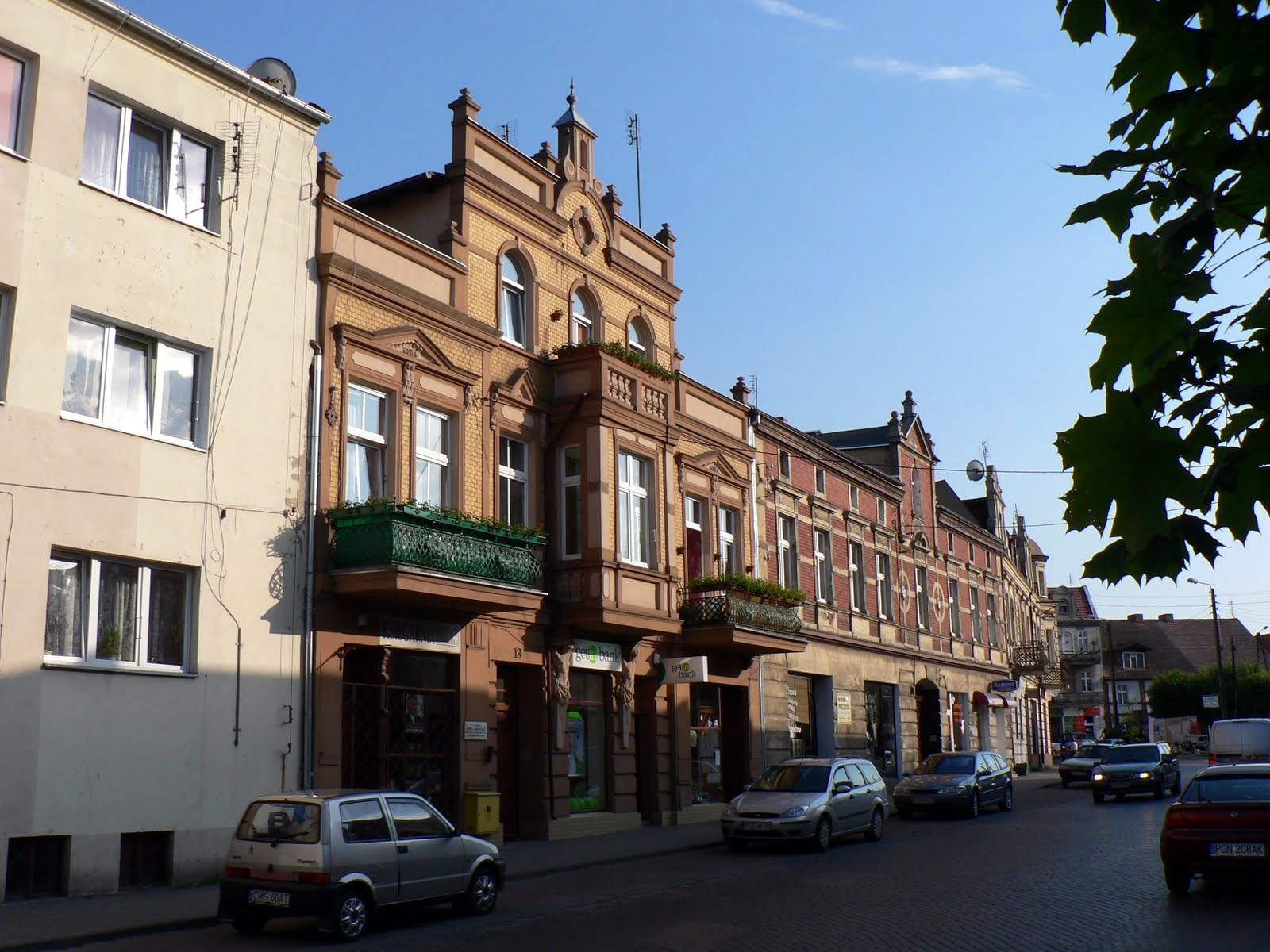
Ulica św. Jana

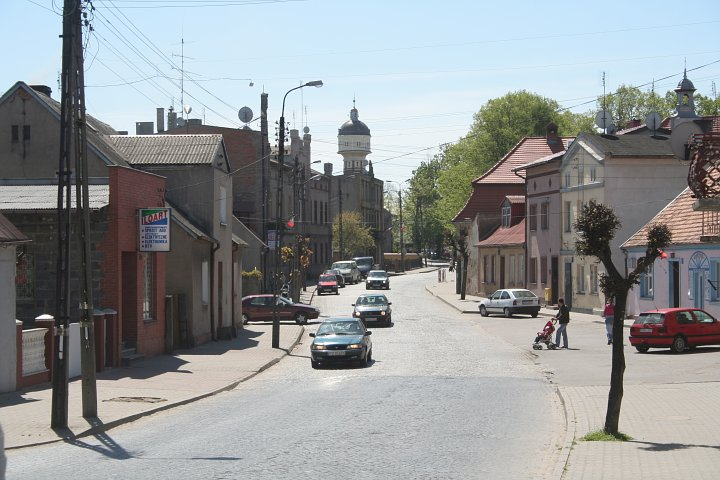
Ulica Adama Mickiewicza

### Rozbiory Polski
Po rozbiorach Polski miejscowość znalazła się w zaborze pruskim i leżała w Wielkim Księstwie Poznańskim. W 1794 w czasie insurekcji kościuszkowskiej zajął je generał Antoni Madaliński. W XIX-wiecznym Słowniku geograficznym Królestwa Polskiego wymieniona jest jako miasto położone w powiecie mogilnickim, dekanacie zbarskim przy drodze żelaznej poznańsko-toruńskiej. 1200 kroków od miasta znajdował się dworzec kolejowy, oraz mączkarnia. W północnej części znajdował się dworek zwany Exnershof, a na południu wiatraki zbożowe. Miasto miało wówczas kościół parafialny, kilka kaplic katolickich, kościół protestancki, synagogę, progimnazyum, stację telefoniczną, urząd pocztowy, księgarnię, aptekę. Było siedzibą sądu okręgowego, komisarza obwodowego policji oraz urzędnika stanu cywilnego. W mieście był także lekarz i 3 rzeźników. Każdego roku odbywały się 4 jarmarki. W 1816 miasto liczyło 1488 mieszkańców w tym 1413 wyznawało katolicyzm, 46 judaizm, a 29 protestantyzm. Pod koniec XIX wieku ludność miasta przekroczyła 4000 osób. Znajdowało się w nim 40. warsztatów sukienniczych. Mieszkańcy zajmowali się głównie uprawą roli, drobnym handlem oraz przemysłem.
Podczas Wiosny Ludów na terenie Wielkopolski wybuchło powstanie wielkopolskie, które objęło także Trzemeszno. 10 kwietnia 1848 miała tu miejsce bitwa z wojskiem pruskim .

### II wojna światowa
We wrześniu 1939 obroną Trzemeszna kierował dowódca Straży Porządkowej, rzeźnik Andrzej Marchlewicz. Jego oddział stawiał opór Niemcom do 11 września, atakując straż przednią Wehrmachtu i likwidując niemieckich spadochroniarzy. Oddział ten toczył walki w okolicznych miejscowościach, m.in. w Kruchowie, Jastrzębowie i Niewolnie. Ogółem poległo 50 obrońców Trzemeszna.

## Demografia
W 1811 roku w mieście mieszkało 1367 mieszkańców; w 1816 – 1488, w 1831 – 1793, w 1843 – 3182, w 1858 – 3452, 1861 – 3964, w 1871 liczyło 241 dymów oraz 4207 mieszkańców, a w 1885 liczyło 250 dymów i zamieszkane było przez 4120 mieszkańców.

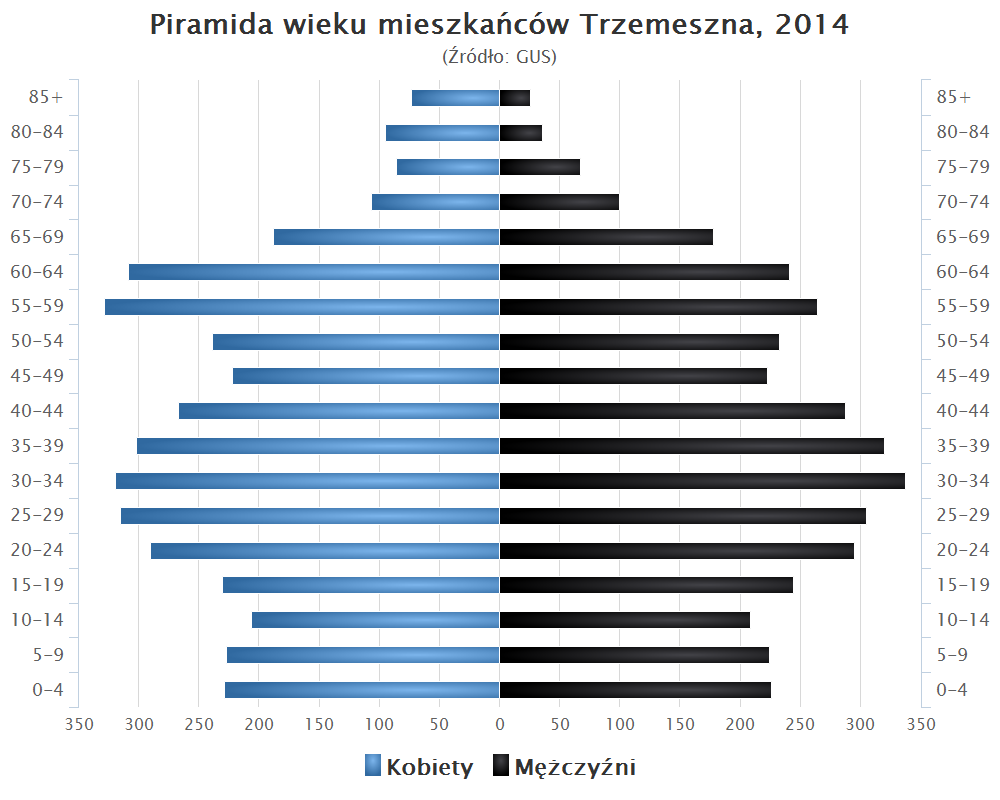
Piramida wieku mieszkańców Trzemeszna w 2014 roku

Według danych z grudnia 2022 roku Trzemeszno zamieszkiwało 7355 osób, z czego 51,3% stanowiły kobiety, a 48,7% mężczyźni. W latach 2002–2022 liczba mieszkańców zmalała o 5,6%. Średni wiek mieszkańców wynosi 41,1 lat i jest porównywalny do średniego wieku mieszkańców województwa wielkopolskiego oraz do średniego wieku mieszkańców całej Polski. Trzemeszno ma ujemny przyrost naturalny wynoszący -37.

## Edukacja
Szkołę miejską wspominają ustawy klasztorne już w XIV wieku. Nową szkołę oraz szpital założył opat Michał Kosmowski, który wzniósł budynek przeznaczony na szkołę, mieszkania dla 12 alumnów i nauczycieli, a także aptekę, ogród oraz oficyny. Na utrzymanie ich przekazał dochody z dóbr Bieślin, Kamionek, Kozłówek, Ostrówek, Płaczkowo, święte i Targownica. W późniejszym czasie uzyskał pozwolenie papieskie, aby z dochodów opackich wypłacano rocznie 1000 złp. na utrzymanie 2 zakonników kształcących się w Krakowie, a 500 złp. na naprawę budynków szkolnych. Wskutek tej fundacji utrzymywano bezpłatnie w zakładzie 12 alumnów pochodzenia szlacheckiego; czas pobytu ograniczono na 6 lat. Wolne utrzymanie i naukę w zakładzie miało także 8 ubogich uczniów, którzy mieszkali z alumnami. Do szkoły mogły uczęszczać bezpłatnie także inne dzieci. Nauczycielami byli przeważnie zakonnicy. Fundacją uzyskała potwierdzenia papieskie w 1774 i 75 r., sejmowe uchwałą 13 kwietnia 1775, arcybiskupie w 1776, a po rozbiorze Rzpltej królewskie pruskie po 1794.
Uroczyste otwarcie szkoły i alumnatu odbyło się na dniu 4 maja 1776 r.; pierwszymi nauczycielami byli kś. Kajetan Grochowski, Antoni Poniatowski i Józef Baczyński. Szkoła miewała do 300 uczniów. Uczył się w niej m.in. Jędrzej Śniadecki. Po śmierci Michała Kosmowskiego rząd pruski powierzył zarząd szkoły magistratowi miejskiemu, a zaraz potem, w r. 1805 mianował na rektora zakładu niemieckiego nauczyciela, dra Haege, za którego szkoła upadła. W r. 1808 jego następca, rektor Meissner, zastawszy w szkole tylko 10 uczniów, starał się ją na nowo podnieść. W 1815 rząd zajął się reorganizacją szkoły. W 1831 przekształcono ją na progimnazjum, w 1839 na gimnazjum, które zostało zamknięte w 1863. Alumnat urządzony był na 30 uczniów, poświęcających m stanowi duchownemu. Od 1839 roku wydawano drukiem programy szkolne.
Liceum zostało rozwiązane w 1863 roku po gremialnym uczestnictwie uczniów w powstaniu styczniowym (ponownie otwarte trzy lata później). Obecnie nosi nazwę Zespołu Szkół Gimnazjum i Liceum Ogólnokształcącego im. Michała Kosmowskiego.

## Zabytki[16]
- Kościół klasztorny kanoników regularnych w Trzemesznie i zespół klasztorny – nieaktualne obecnie co do oceny wyników badania archeologiczne przeprowadzone w latach 1945–1950 ujawniły istnienie pod obecnym kościołem reliktów budowli[11]. Według ostatnich badań archeologicznych z lat 1987–1995 odrzucono wcześniejszą tezę o istnieniu pierwszej X-wiecznej świątyni benedyktyńskiej[11]. Potwierdzono, że pierwsza budowla powstała w XII wieku za Bolesława Krzywoustego i była to opisana dalej trójnawowa bazylika wzniesiona dla Kanoników Regularnych Laterańskich z Flandrii[11]. Budowlą tą był kościół romański sprzed połowy XII w., trójnawowa bazylika z transeptem, z prosto zamkniętym prezbiterium i dwu wieżową fasadą zachodnią[11]. Z tego kościoła oprócz fundamentów zachowała się zachodnia para kolumn z kostkowymi kapitelami, dolna część murów wieży południowej i empory[11]. Kościół ten został przebudowany w stylu gotyckim w XV w. Obecna późnobarokowa świątynia pw. Wniebowzięcia NMP i św. Michała Archanioła jest wynikiem gruntownej przebudowy z lat 1762–1781 (konsekracja w 1791 r.), której projekt jest przypisywany Efraimowi Szregerowi[11].
- zdesakralizowany kościół św. Łazarza
- Budynki późnobarokowe, fundacji opata Michała Kosmowskiego:
  - budynek dawnego alumnatu i szkoły dla młodzieży, obecnie liceum, zbudowany w latach 1773–1775[11];
  - późnobarokowy szpital, zbudowany 1787–1791, mieścił również sierociniec, dom starców i alumnat dla młodzieży nieszlacheckiej[11];
  - browar klasztorny, w końcu XIX w. przebudowany i rozbudowany o neogotycką wieżę[17].
- Wieża ciśnień, wybudowana w latach 1906–1908
- Dawny kościół szpitalny pw. Ducha Świętego, istniejący już w średniowieczu, pierwotnie drewniany, wzmiankowany jako kaplica w 1640, obecny z 1840 r., gruntownie przebudowany w czasie II wojny światowej
- Zabudowa miejska – najstarsze budynki konstrukcji szkieletowej przy pl. Powstańców Wielkopolskich i ul. Wiosny Ludów z 4. ćwierci XVIII w., ponadto domy późnoklasycystyczne z pocz. XIX w. oraz kamienice eklektyczne i secesyjne.

## Cmentarz parafialny w Trzemesznie

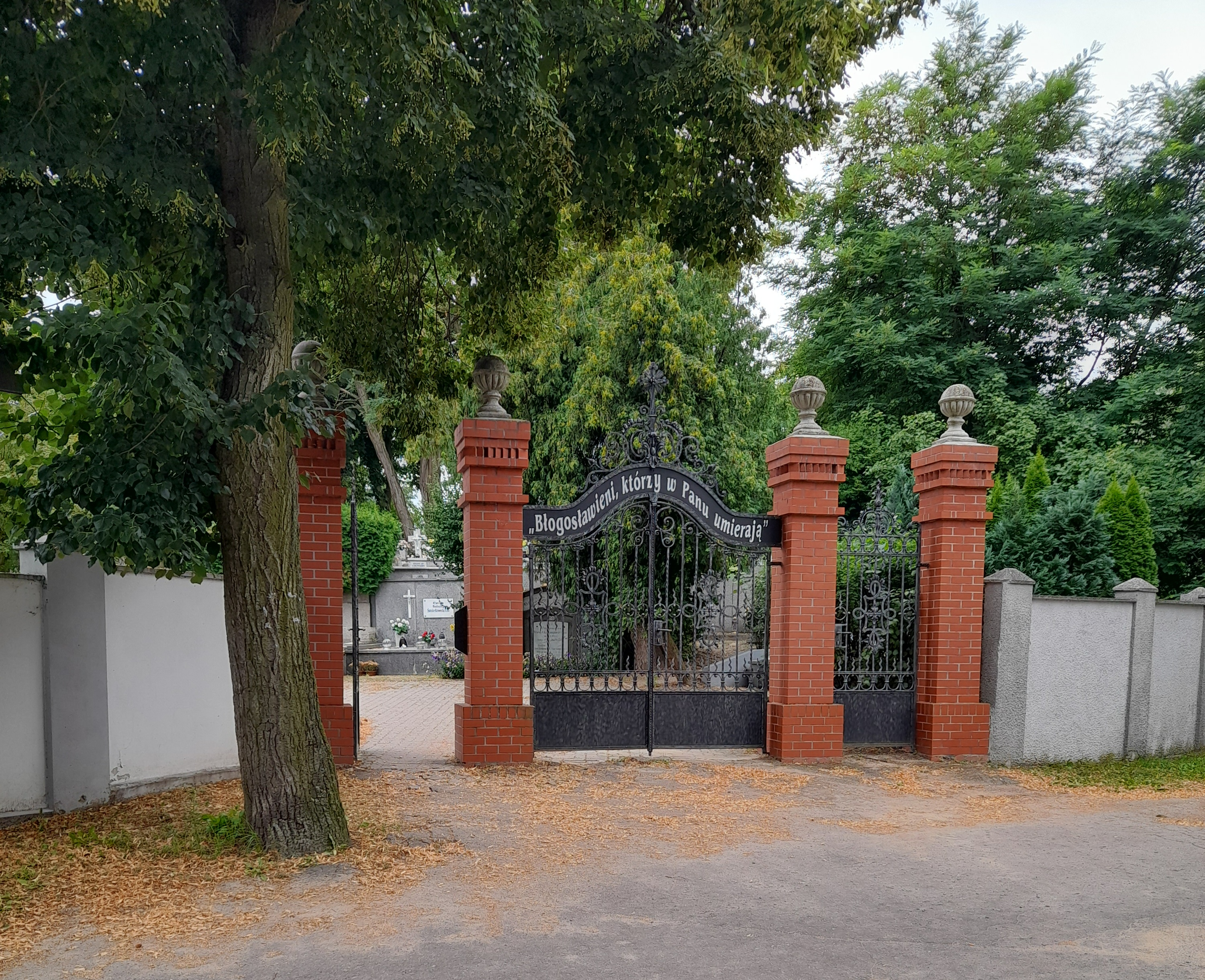
Brama cmentarza w Trzemesznie

Cmentarz znajduje się przy ul. ks. Marcelego Kowalskiego i Wiosny Ludów. Dawniej na terenie cmentarza znajdował się ogród  klasztorny i do dziś nie zachował się żaden dokument, informujący o likwidacji ogrodu i założeniu w tym miejscu cmentarza. Jest on obecnie jedynym czynnym cmentarzem, przeznaczonym do grzebania wszystkich mieszkańców Trzemeszna i okolicy. Na trzemeszeńskiej nekropolii znajduje się wiele pomników, upamiętniających osoby związane z historią miasta, m.in.:
- Pomnik Klemensa Tomczeka – wybitnego geologa i podróżnika, współorganizatora pierwszej polskiej wyprawy do Afryki[19]

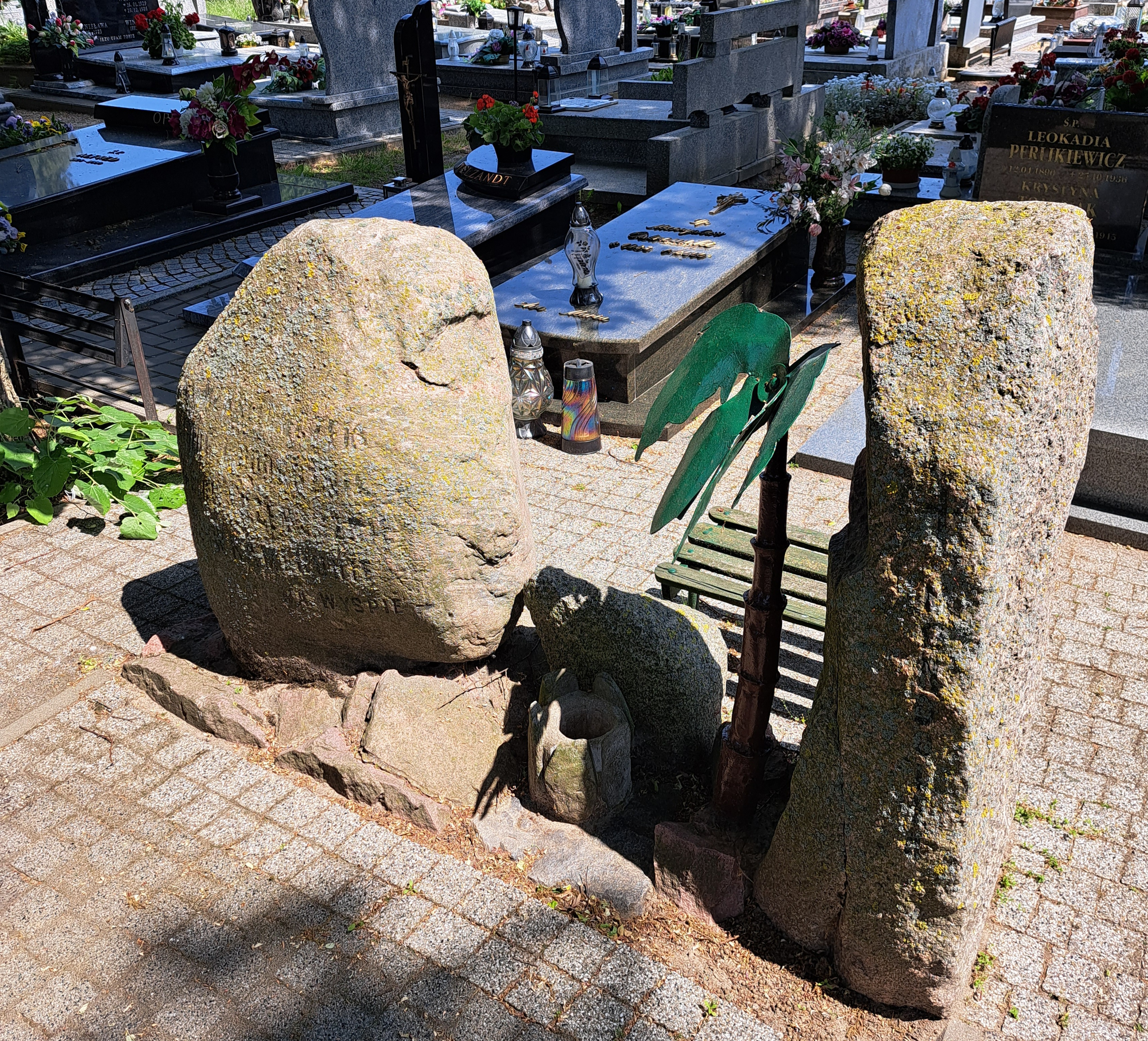

- Grób Grzegorza Klejpady, żołnierza Kościuszki, zmarłego 24 maja 1867 roku[19]

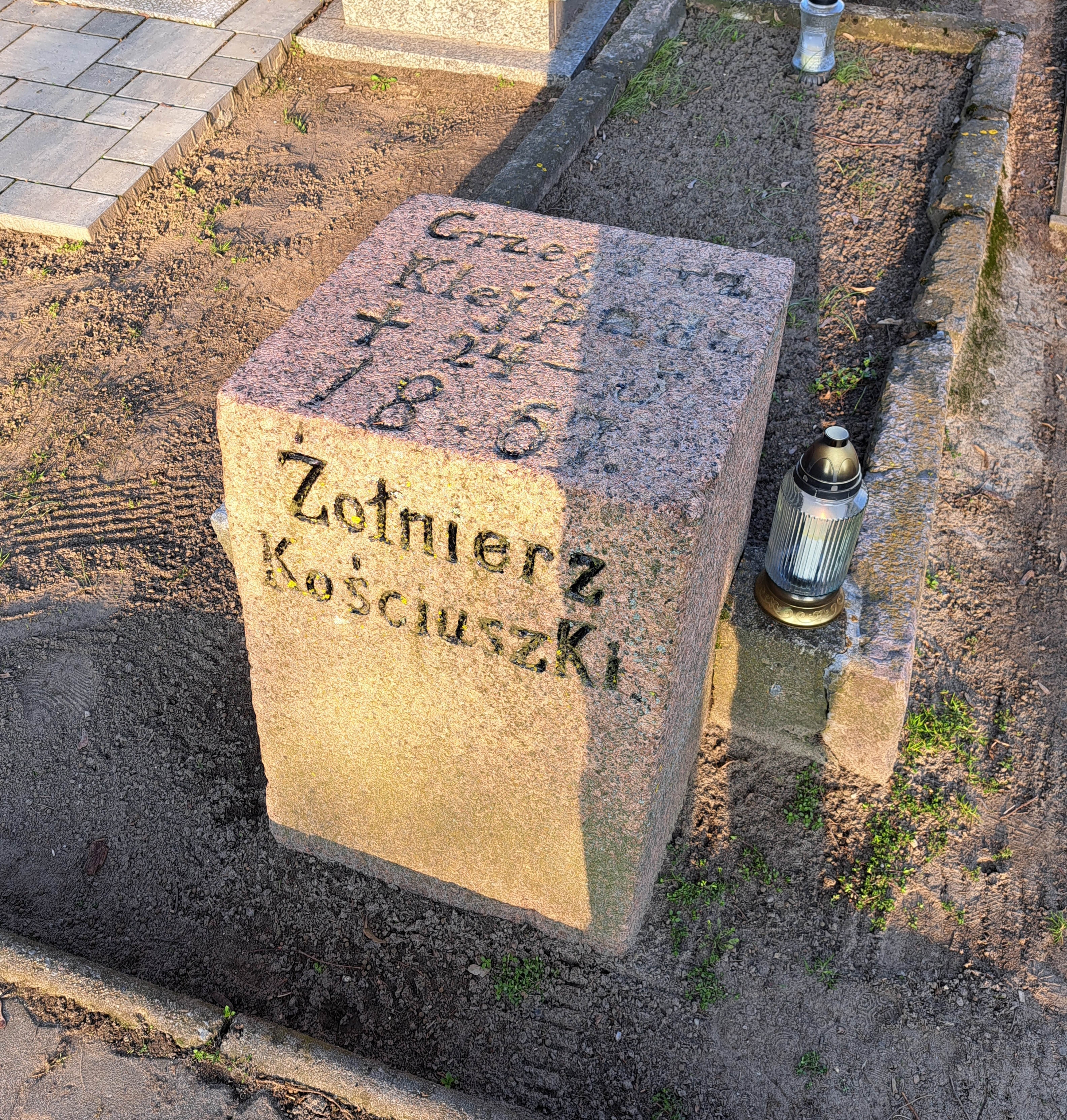

- Kamień „Ojcu Syn z Syberyi” – pomnik postawił swemu ojcu, po powrocie z 20-letniego zesłania na Syberii, uczestnik powstania styczniowego  Franciszek Wlekliński[19]
- Pomnik Poległym 1848 r. – grobowiec z okresu Wiosny Ludów w którym spoczywa 11 powstańców[19]

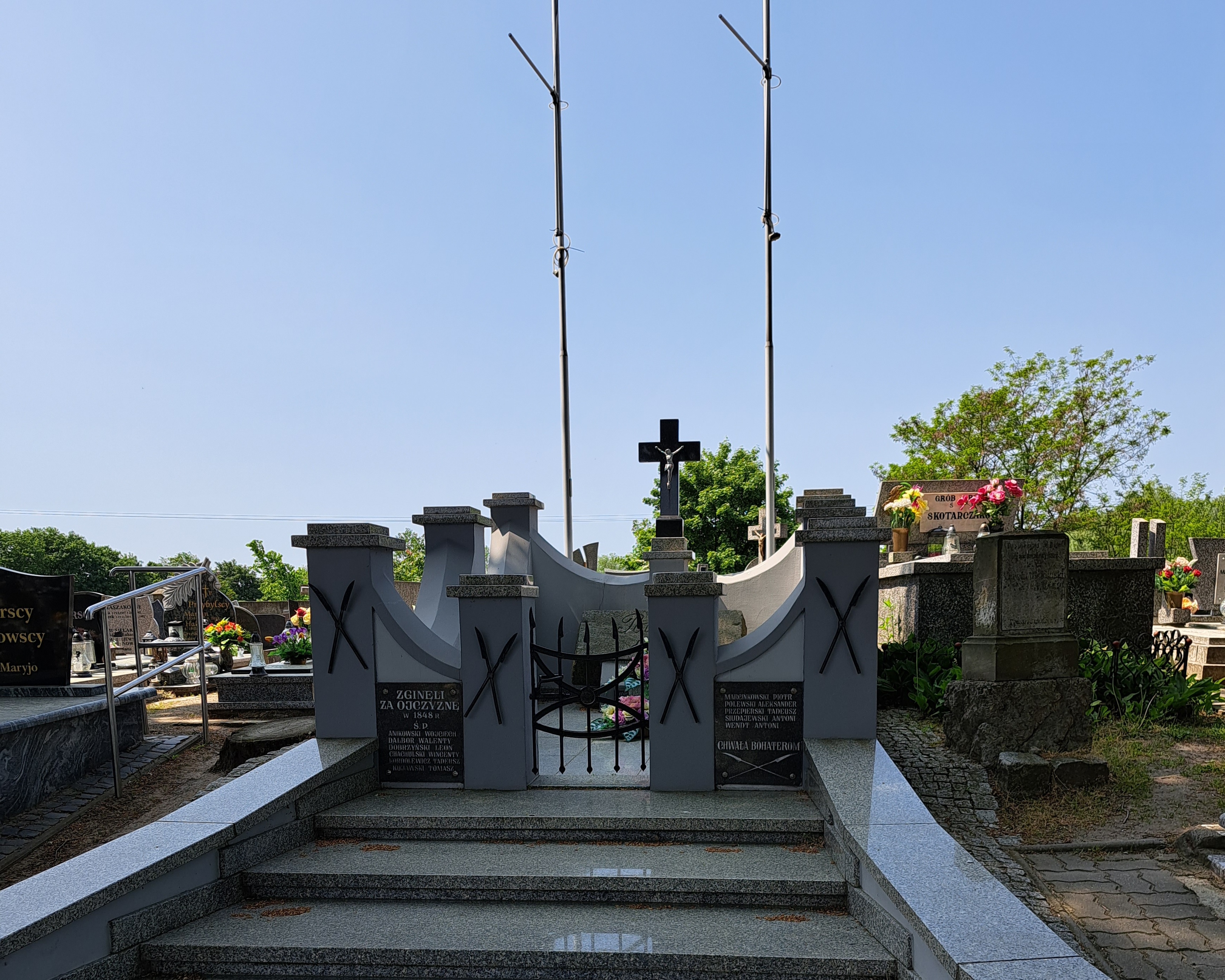

- Obelisk „Poległym męczennikom więzień, łagrów i zesłania” – obelisk jest wyrazem pamięci ofiar represji stalinowskich wobec oficerów, żołnierzy i obywateli polskich, którzy zginęli lub cierpieli w okresie II wojny światowej na terenie byłego Związku Radzieckiego[19]

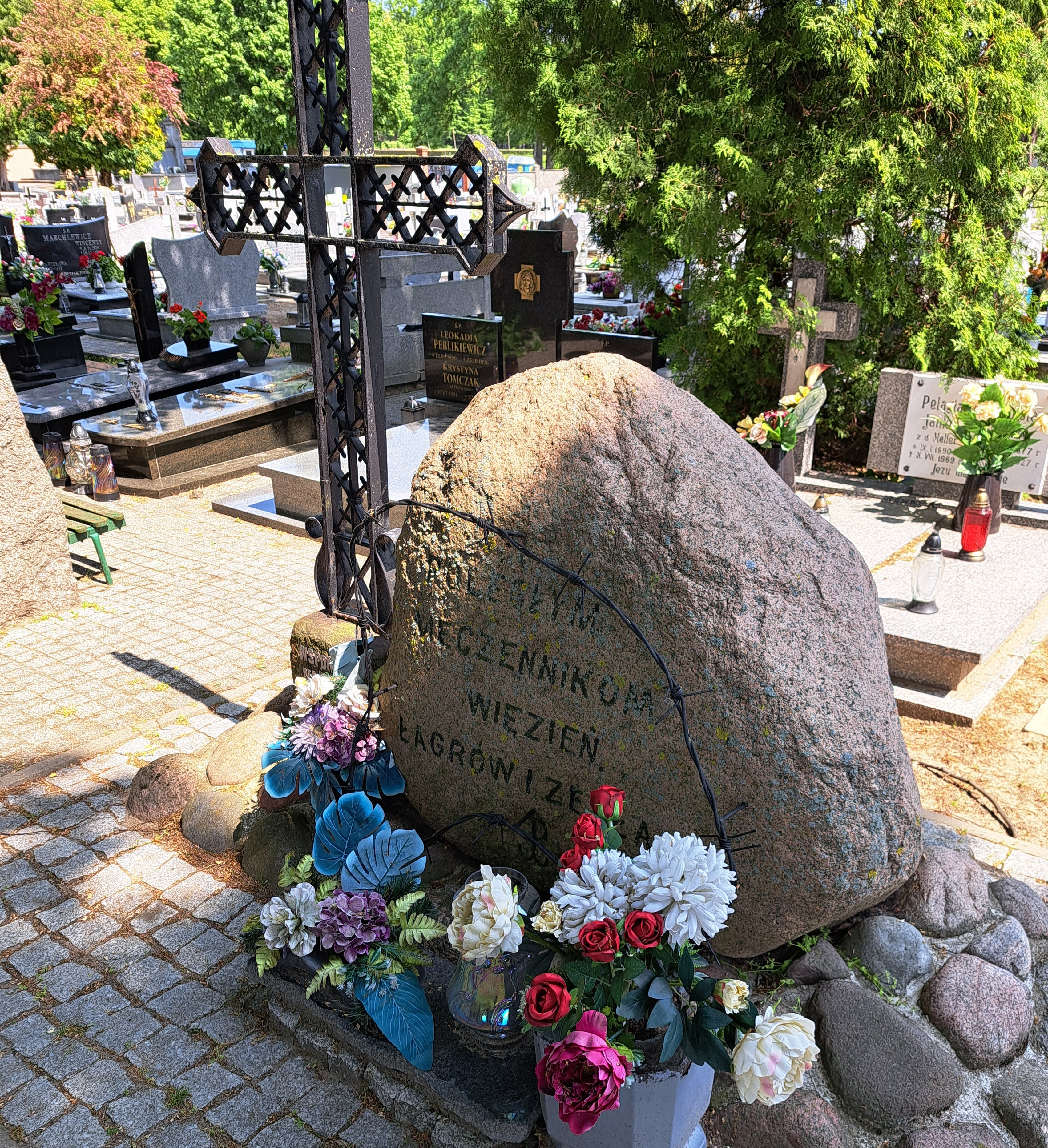

- Płyta poświęcona mjr. Mieczysławowi Paluchowi  – pamiątkowa płyta granitowa, poświęcona jednemu z głównych organizatorów przygotowań, a potem dowódcy Powstania Wielkopolskiego[19]

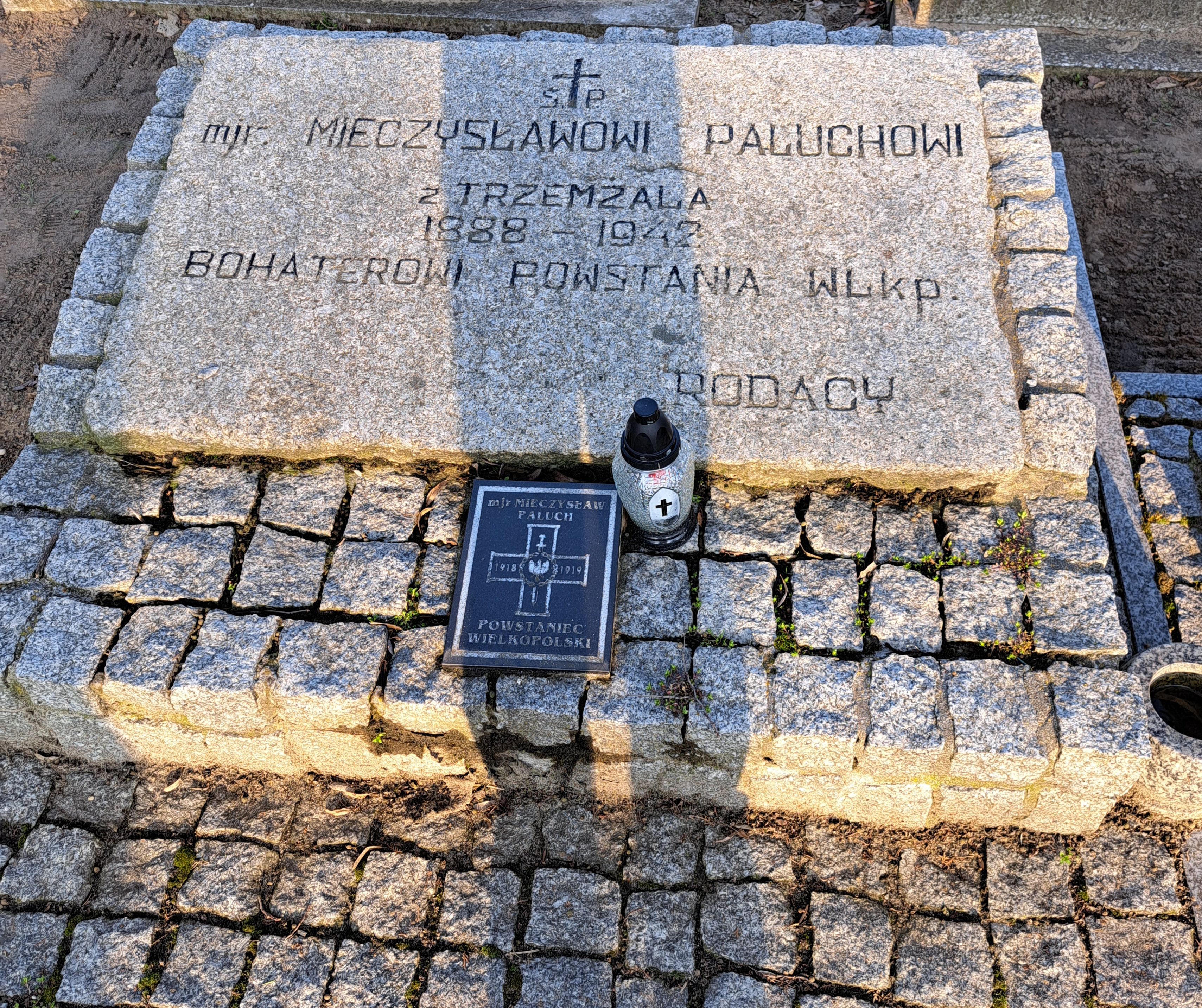
Płyta poświęcona mjr Mieczysławowi Paluchowi

- Pomnik – Mogiła zbiorowa poległych w latach 1939–1944: w mogile spoczywa 60 osób, które zginęły, stawiając opór najeźdźcom hitlerowskim; tablicę odsłonięto 15 lipca 1960 roku w 15. rocznicę wyzwolenia Polski spod okupacji hitlerowskiej[19]

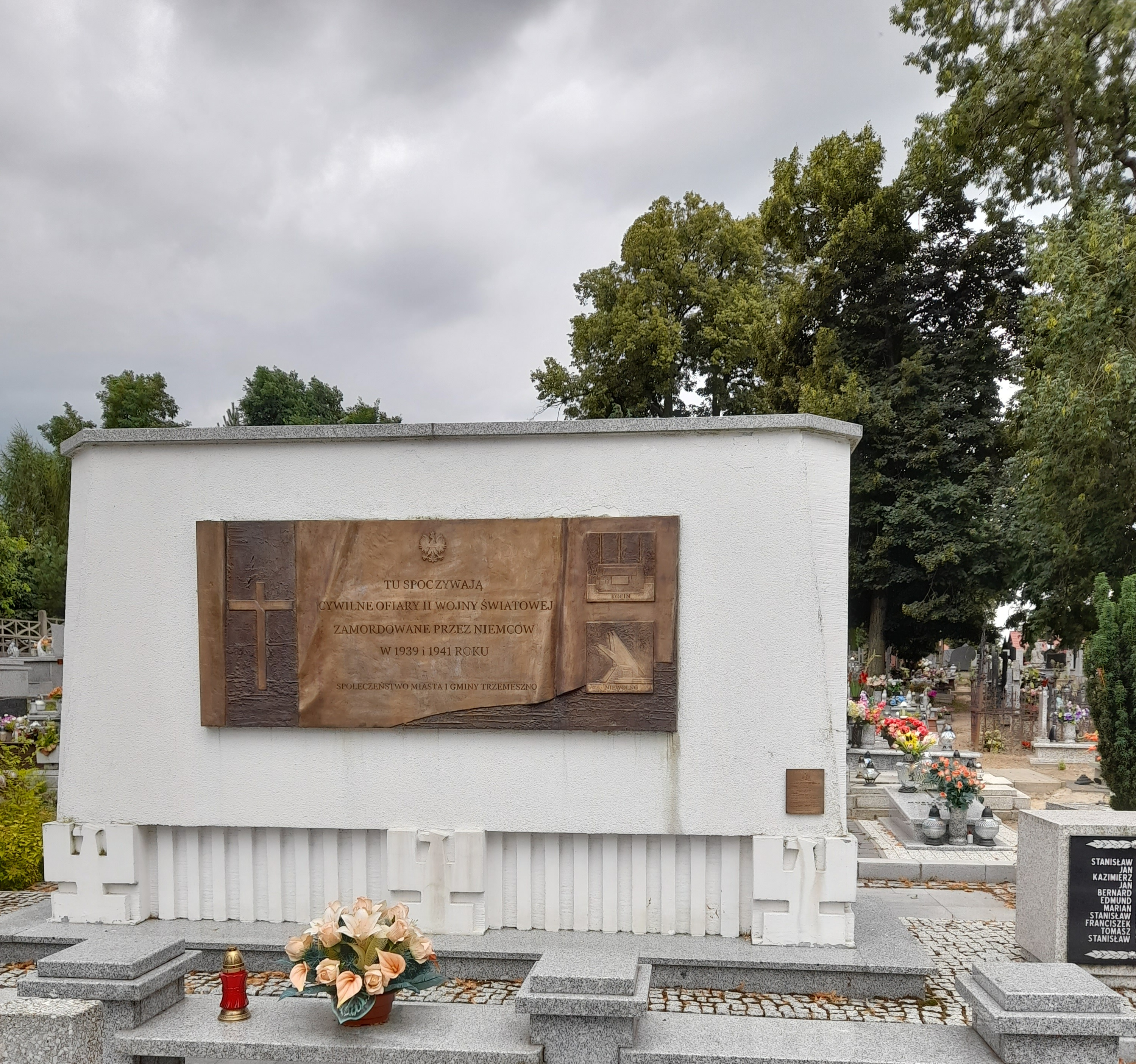
Obelisk poświęcony ofiarom cywilnym II wojny światowej

- Pomnik ku czci poległych w Powstaniu Wielkopolskim – pomnik był miejscem pochówku 16 powstańców; w okresie okupacji pomnik został zburzony, pozostała jedynie tablica z nazwiskami poległych i zmarłych powstańców oraz znajdujący się na jego szczycie krzyż[19]
- Mauzoleum Powstańców Wielkopolskich, odsłonięte 28 grudnia 2008 roku, w trakcie uroczystości 90. rocznicy Powstania Wielkopolskiego. Po raz pierwszy monument postawiono w 1926 roku z inicjatywy miejscowego proboszcza ks. Marcelego Kowalskiego, który pragnął uczcić pamięć powstańców wielkopolskich. Uroczystości poświęcenia dokonał jako pierwszy arcybiskup August Hlond. Trumny ze zwłokami powstańców, pochowane poprzednio w innym miejscu, zostały uroczyście przeniesione do Mauzoleum. Trzy lata później uroczystego poświęcenia Mauzoleum dokonał biskup Antoni Laubitz. Pomnik w 1939 roku rozebrali okupanci hitlerowscy. Po zniszczeniu Mauzoleum w jego miejsce postawiono symboliczny krzyż, który znajdował się tam aż do odbudowy Mauzoleum w roku 2008[19]

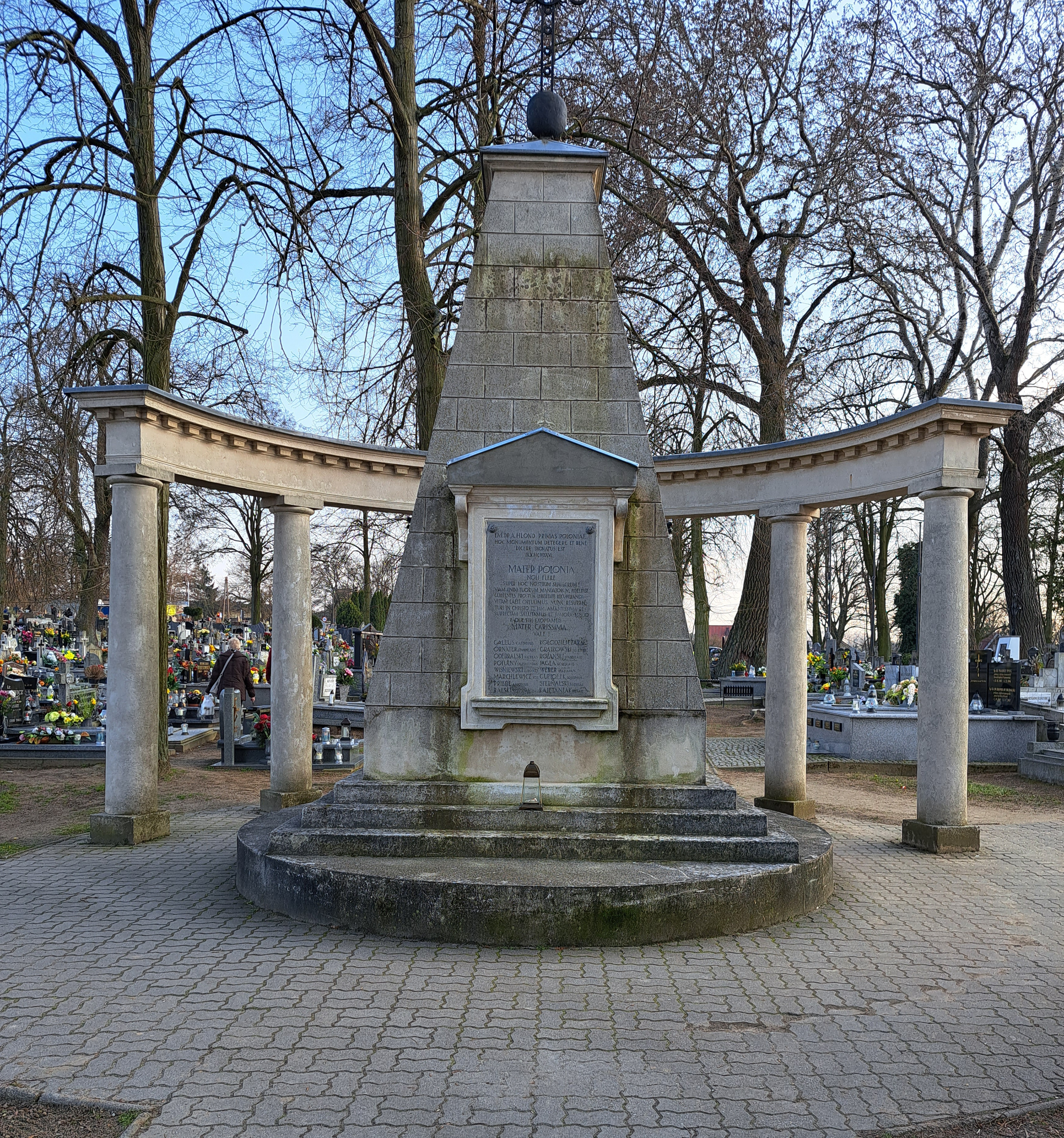
Mauzoleum Powstańców Wielkopolskich

- Płyta za naszą i waszą wolność – pomnik, który upamiętnia 17 żołnierzy radzieckich poległych na terenie Trzemeszna. Znajduje się na placu Michała Kościeszy Kosmowskiego w Trzemesznie, gdzie 2 maja 1945 roku w zbiorowej mogile były złożone zwłoki żołnierzy, które następnie ekshumowano i przewieziono do Mogilna[19]

## Komunikacja
Przez miasto przebiega droga krajowa nr 15: (Wrocław)-Trzebnica-Krotoszyn-Września-Gniezno-Trzemeszno-Toruń-Ostróda-(Olsztyn).
Wielkim wydarzeniem dla mieszkańców Trzemeszna było włączenie w 1872 r. do sieci kolejowej.
W Trzemesznie znajduje się stacja kolejowa na linii Poznań-Gniezno-Inowrocław-Gdańsk/Olsztyn.
Działa również komunikacja autobusowa do okolicznych miejscowości, obsługiwana przez GPKS Gniezno, a także zamiejscową bazę PPKS Inowrocław w Mogilnie.

## Urodzeni w Trzemesznie
W mieście urodzili się:
- Edmund Nowicki – administrator apostolski w Gorzowie Wielkopolskim w latach 1945–1951, biskup koadiutor diecezji gdańskiej w latach 1951–1964, biskup diecezjalny gdański w latach 1964–1971;
- Jan Kiliński – bohater narodowy, pułkownik powstania kościuszkowskiego;
- August Adam Jeske – polski pedagog, dziennikarz, pisarz, autor podręczników oraz popularyzator wiedzy[20] .

W gminie Trzemeszno, a dokładniej we wsi Ławki urodził się, kształcił i wychowywał Hipolit Cegielski – polski filolog, nauczyciel, przedsiębiorca, handlowiec, polityk i działacz propolski. Uczęszczał do Gimnazjum w Trzemesznie.